# Sebbe De Buck
Sebbe De Buck (ur. 14 marca 1995) – belgijski snowboardzista, specjalizujący się w konkurencjach freestyle.

## Kariera
Po raz pierwszy na arenie międzynarodowej pojawił się 24 października 2008 roku w Saas-Fee, gdzie w zawodach Pucharu Europy zajął 76. miejsce w halfpipe'ie. W 2011 roku wystartował na mistrzostwach świata juniorów w Valmalenco, gdzie był osiemnasty w tej konkurencji. Jeszcze dwukrotnie startował w zawodach tego cyklu, najlepszy wynik osiągając podczas mistrzostw świata juniorów w Sierra Nevada w 2012 roku, gdzie był piąty w slopestyle'u.
W zawodach Pucharu Świata zadebiutował 4 listopada 2010 roku w Saas-Fee, zajmując 39. miejsce w halfpipe’ie. Na podium zawodów tego cyklu po raz pierwszy stanął 27 stycznia 2017 roku w Seiser Alm, gdzie był trzeci w slopestyle'u. W zawodach tych wyprzedzili go jedynie jego rodak, Seppe Smits i Jamie Nicholls z Wielkiej Brytanii. Najlepsze wyniki osiągnął w sezonie 2014/2015, kiedy to zajął piąte miejsce w klasyfikacji generalnej AFU, a w klasyfikacji big air był szósty. Był też między innymi czwarty w slopestyle'u na mistrzostwach świata w Sierra Nevada w 2017 roku, gdzie walkę o podium przegrał z Chrisem Corningiem z USA.

## Osiągnięcia

### Mistrzostwa świata
| Miejsce | Dzień       | Rok  | Miejscowość   | Konkurencja | Zwycięzca           |
| ------- | ----------- | ---- | ------------- | ----------- | ------------------- |
| 12.     | 18 stycznia | 2013 | Stoneham      | Slopestyle  | Roope Tonteri       |
| 38.     | 20 stycznia | 2013 | Stoneham      | Halfpipe    | Iouri Podladtchikov |
| 21.     | 17 stycznia | 2015 | Kreischberg   | Halfpipe    | Scotty James        |
| 18.     | 21 stycznia | 2015 | Kreischberg   | Slopestyle  | Ryan Stassel        |
| 13.     | 24 stycznia | 2015 | Kreischberg   | Big Air     | Roope Tonteri       |
| 4.      | 11 marca    | 2017 | Sierra Nevada | Slopestyle  | Seppe Smits         |
| 43.     | 17 marca    | 2017 | Sierra Nevada | Big air     | Ståle Sandbech      |
| 8.      | 9 lutego    | 2019 | Park City     | Slopestyle  | Chris Corning       |
| 13.     | 12 marca    | 2021 | Aspen         | Slopestyle  | Marcus Kleveland    |
| 45.     | 16 marca    | 2021 | Aspen         | Big air     | Mark McMorris       |

### Puchar Świata

#### Miejsca w klasyfikacji generalnej
- - AFU[2]
- sezon 2010/2011: 156.
- sezon 2011/2012: 112.
- sezon 2012/2013: 78.
- sezon 2013/2014: 73.
- sezon 2014/2015: 5.
- sezon 2015/2016: 73.
- sezon 2016/2017: 15.

#### Miejsca na podium
1. Seiser Alm – 27 stycznia 2017 (slopestyle) - 3. miejsce